# Makryneia
Makryneia  este un oraș în Grecia în prefectura Aetolia-Acarnania.